# Боск, Луи
Луи-Огюстен Боск д'Антик (фр. Louis-Augustin Bosc d'Antic или фр. Louis Augustin Guillaume Bosc, 29 января 1759 — 10 июля 1828) — французский ботаник, натуралист (естествоиспытатель), миколог, зоолог и энтомолог.

## Биография
Луи-Огюстен Боск д'Антик родился в Париже 29 января 1759 года.
В 1806 году он был избран членом Французской академии наук. Боск уехал в США, где он был сначала в качестве вице-консула в Уилмингтоне в 1797 году, а затем в качестве консула в Нью-Йорке в 1798 году.
Луи-Огюстен Боск д'Антик умер в Париже 10 июля 1828 года.

## Научная деятельность
Луи-Огюстен Боск д'Антик специализировался на папоротниковидных, на семенных растениях и на микологии.

## Научные работы
- Histoire naturelle des Coquilles, contenant leur description, les mœurs des animaux qui les habitent et leurs usages (Париж, 5 томов, 1801).
- Histoire naturelle des Vers (Париж, 2 тома, 1801).
- Histoire naturelle des Crustacés (Париж, 3 тома, 1802).

## Почести
Были названы в его честь: Род растений Boscia Lam. ex J.St.-Hil. семейства Каперсовые; сорт груш Бере Боск.